# Saison 2 de Pretty Little Liars (2022)
Chronologie
Saison 1
Pretty Little Liars: Summer School, ou Les Menteuses : Cours d’été au Québec, est la deuxième saison de la série télévisée américaine Pretty Little Liars (2022).
Cet article présente le guide des épisodes de cette deuxième saison.

## Synopsis
Quelques mois après l'arrestation d'Archie « A » Waters, l'année scolaire se termine enfin pour les filles. Néanmoins, les événements de l'année passé ont eu une impacte sur leurs notes et elles sont contraintes de faire l'école d'été. Parallèlement, elles sont suivis par une psychologue, Anne Sullivan, afin de les aider à traverser leurs traumatismes.
Imogen tente de se reconstruire mais continue à vivre dans la peur qu'Archie pourrait revenir et s'en prendre à son bébé qu'elle a fait adopter par un jeune couple. Tabby continue à travailler au cinéma de la ville mais doit tenter de faire confiance à un nouveau collègue, Christian, malgré les souvenirs de ce que lui a fait subir Chip. Faran est recrutée pour être la capitaine de l'équipe de sauveteur de la piscine de la ville où elle essaye de se faire respecter malgré une équipe entièrement masculine et Noa reprends son travail à la pizzeria de la ville où elle travail aux côtés de Jen, une fille qu'elle a connue lors de son passage en centre pénitentiaire pour mineurs.
De son côté, Mouse passe l'été avec sa grand-mère. Elle devient obsédé par Spookyspaghetti.com, un site contenant des légendes urbaines, des snuff movie et d'autres contenues glauques. Sur le site, elle apprend l'existence de Rose Waters, surnommée Bloody Rose, la mère d'Archie et Angela, qui aurait été tuée et dont le visage aurait été dépecé par Archie.
C'est alors que Bloody Rose commence à apparaitre en ville, les meurtres reprennent et les filles sont obligée de reprendre leurs lutte pour survivre.

## Généralités
- Aux États-Unis, la saison a été diffusée entre le 9 mai 2024 et le 20 juin 2024 sur le service Max.
- Au Canada et au Québec, elle est diffusée en simultanée sur le service Crave[1].
- En France, elle a été diffusée entre le 11 juin 2024 et le 20 juin 2024 sur le service Max.
- En Belgique et au Luxembourg, elle a été diffusée entre le 11 juin 2024 et le 20 juin 2024 sur le service HBO Max
- Elle reste pour le moment inédite en Suisse.

## Distribution

### Acteurs principaux
- Bailee Madison (VF : Alexia Papineschi) : Imogen Adams
- Chandler Kinney (VF : Esthèle Dumand) : Tabitha « Tabby » Haworthe
- Zaria (VF : Amélia Ewu) : Faran Bryant
- Malia Pyles (VF : Joséphine Ropion) : Minnie « Mouse » Honrada
- Maia Reficco (es) : Noa Olivar
- Mallory Bechtel : Kelly Beasley
- Sharon Leal (VF : Annie Milon) : Sidney Haworthe
- Alex Aiono (VF : Clément Moreau) : Shawn Noble
- Jordan Gonzalez : Ash Romero
- Elias Kacavas (VF : Arthur Raynal) : Greg Mantzoukas

### Acteurs récurrents
- Ben Cook (VF : Nicolas Pluyaud) : Henry
- Derek Klena (en) : Wes
- Jennifer Ferrin (en) (VF : Laura Zichy) : Martha Beasley
- Carey Van Driest : Mme Langsberry
- Annabeth Gish (VF : Odile Cohen) : Anne Sullivan
- Charlie Hewson : le pasteur Malachi
- Ava Capri : Jennifer « Jen » Fox
- Antonio Cipriano (en) : Johnny
- Noah Alexander Gerry : Christian
- Loretta Ables Sayre (en) : Lola

### Acteurs invités
- Elena Goode (VF : Ethel Houbiers) : Marjorie Olivar
- Lea Salonga : Elodie Honrada
- Carly Pope (VF : Nathalie Spitzer) : Davie Adams
- Carson Rowland (VF : Maxime Baudouin) : Chip Langsberry
- Zakiya Young (VF : Virginie Emane) : Corey Bryant
- Benton Greene : Zeke Bryant
- Kim Berrios Lin (VF : Marine Lemonnier) : Shirley Honrada
- Jeffrey Bean (VF : Jacques Bouanich) : M. Smithee
- Anthony Ordonez : M. Gardner
- Barbara Tirrell : Mme Murray
- Kate Jennings Grant (en) (VF : Pascale Vital) : Mme Giry
- Lilla Crawford : Sandy Quinn
- Alexander Chaplin (VF : Stéphane Miquel) : Steve Bowers

## Épisodes

### Épisode 1:Chapitre onze: Spookyspaghetti.com
- États-Unis /  Canada : 9 mai 2024 sur Max / Crave
- France /  Belgique /  Luxembourg : 11 juin 2024 sur Max / HBO Max

### Épisode 2:Chapitre douze: Amour d'été
- États-Unis /  Canada : 9 mai 2024 sur Max / Crave
- France /  Belgique /  Luxembourg : 11 juin 2024 sur Max / HBO Max

### Épisode 3:Chapitre treize: Seize ans
- États-Unis /  Canada : 16 mai 2024 sur Max / Crave
- France /  Belgique /  Luxembourg : 11 juin 2024 sur Max / HBO Max

### Épisode 4:Chapitre quatorze: Quand un étranger rappelle
- États-Unis /  Canada : 23 mai 2024 sur Max / Crave
- France /  Belgique /  Luxembourg : 11 juin 2024 sur Max / HBO Max

### Épisode 5:Chapitre quinze: Vendredi 13
- États-Unis /  Canada : 30 mai 2024 sur Max / Crave
- France /  Belgique /  Luxembourg : 11 juin 2024 sur Max / HBO Max

### Épisode 6:Chapitre seize: La Maison de l'enfer
- États-Unis /  Canada : 6 juin 2024 sur Max / Crave
- France /  Belgique /  Luxembourg : 11 juin 2024 sur Max / HBO Max

### Épisode 7:Chapitre dix-sept: Le Croque-mitaine
- États-Unis /  France /  Belgique /  Luxembourg /  Canada : 13 juin 2024 sur Max / HBO Max / Crave

### Épisode 8:Chapitre dix-huit: Examen Final
- États-Unis /  France /  Belgique /  Luxembourg /  Canada : 20 juin 2024 sur Max / HBO Max / Crave